# قزل‌آلای جویباری
قزل‌آلای جویباری (نام علمی: Salvelinus fontinalis) نام یک گونه از سرده آزادماهی‌های شکم‌رنگی است.